# Тіоли

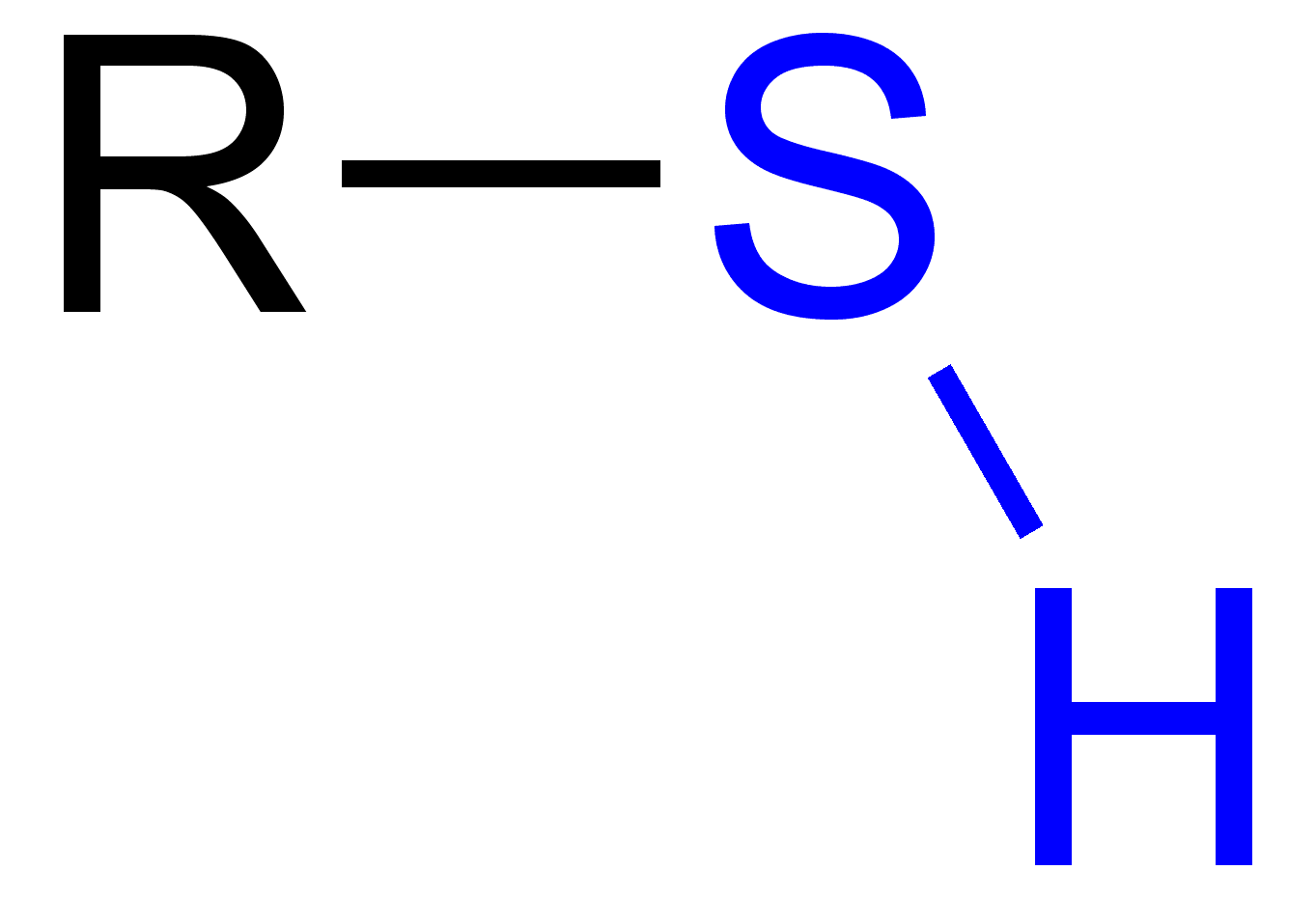
Тіол із сульфгідрильною групою, позначеною синім.

Меркапта́ни, ті́оспирти́, згідно із номенклатурою IUPAC — тіо́ли (рос. меркаптаны, тиолы, тиоспирты; англ. mercaptans; нім. Merkaptane n pl, Schwefelalkohole m pl, Thioalkohole m pl) — органічні похідні сірководню, що містять меркапто (сульфгідрильну) групу –SH, з загальною формулою RSH (де R — вуглеводневий замісник). Ряд меркаптанів включає аліфатичні, ароматичні чи гетероциклічні сполуки.
Нижчі меркаптани — легколеткі рідини (метилмеркаптан  — газ) з сильним, неприємним запахом.
Метил- і етилмеркаптани містяться в природних газах, високомолекулярні меркаптани — в бензиновій і гасовій фракціях нафт і конденсатів.

## Фізичні властивості
Полярність зв'язку S-H значно нижча, ніж полярність зв'язку O-H, внаслідок цього водневі зв'язки між молекулами меркаптанів значно слабші, ніж у спиртів; в результаті температури кипіння аліфатичних меркаптанів значно нижчі, ніж у відповідних спиртів:
| Тіол   | Температура кипіння R-SH, °C | Спирт  | Температура кипіння R-OH, °C |
| H2S    | - 61                         | H2O    | 100                          |
| CH3SH  | 6                            | CH3OH  | 65                           |
| C2H5SH | 37                           | C2H5OH | 78                           |
| C6H5SH | 168                          | C6H5OH | 181                          |

Меркаптани погано розчинні в воді, розчинні в етанолі, диетиловому етері та інших органічних розчинниках.

## Отримання

### Аліфатичні тіоли
Найдавнішим методом синтезу аліфатичних тіолів є S-алкілювання гідросульфідів лужних металів первинними та вторинними алкілгалогенідами, як алкілюючі агенти також застосовуються алкілсульфати та алкілсульфонати. Реакція відбувається за механізмом бімолекулярного нуклеофільного заміщення SN2, синтез звичайно проводять в спиртових розчинах.
RX + SH- {\displaystyle \to } RSH + X-
RSH + SH- {\displaystyle \to } RS- + H2S
RS- + RX {\displaystyle \to } R2S + X-
(X = Cl, Br, I, ROSO3, RSO3)
Зручнішим методом синтезу тіолів є алкилювання тіосечовини з утворенням алкілтіуронієвих солей та їх подальшим лужним гідролізом:
Своєрідним варінтом цього методу, що дозволяє отримувати тіоли без побічного утворення сульфідів, є алкілювання ксантогенатів з подальшим гідролізом :
C2H5CS2K + RX {\displaystyle \to } C2H5CSSR
C2H5CSSR + H2O{\displaystyle \to } RSH + C2H5 OH + CSO
або тіоацетатів:
CH3COSK + RX {\displaystyle \to } CH3COSR + KX
CH3COSR + H2O {\displaystyle \to } RSH + CH3COOH
В умовах кислотного каталізу сірководень може приєднуватись до алкенів з утворенням тіолів:
(CH3)2C=CH2 + H2S {\displaystyle \to } (CH3)3CSH
Модифікацією цього методу є приєднання тіооцтової кислоти до алкенів і подальший гідроліз алкілтіоцетату:
RCH=CH2 + CH3COSH {\displaystyle \to } RCH2CH2SOCCH3
RCH2CH2SOCCH3 + OH- {\displaystyle \to } RCH2CH2SH + CH3COO-
Як препаративний метод також використовується взаємодія спиртів із сульфідом фосфору:
ROH + P4S10 {\displaystyle \to } RSH
Оксид меркурію енергійно реагує з тіолами, звідси й назва маркаптани( лат. mercurium captans - ловлячі меркурій ), витісняючи гідроген:
{\displaystyle {\ce {HgO + 2RSH -> Hg(SR)2 + H2O}}}

### Ароматичні тіоли
Ароматичні тіоли синтезують відновленням похідних ароматичних сульфокислот, так, наприклад, тіофенол може бути синтезований відновленням бензолсульфохлориду цинком в кислому середовищі:
C6H5SO2Cl + [H]{\displaystyle \to } C6H5SH
Також тіоли можуть бути синтезовані взаємодією арілдіазонієвих солей з гідросульфідами:
ArN+
2 + HS- {\displaystyle \to } ArSH

### Загальні методи
Загальним методом синтезу тіолів є взаємодія реактивів Грін'яра із сіркою:
{\displaystyle {\ce {RMgX + S -> RSH}}}

## Хімічні властивості
Виявляють слабкі кислотні властивості, але вони сильніші, ніж у спиртів. Дають солі — меркаптиди:
{\displaystyle {\ce {R-SH +NaOH ->R-SNa +H2O}}}
При взаємодії з галогеналканами утворюють органічні сульфіди:
{\displaystyle {\ce {R-S- H+ +R^1+ Hal- ->R-S-R^1 +H+ Hal-}}}
З карбоновими кислотами утворюють тіоестери:
{\displaystyle {\ce {R-SH +HOOC-R ->R-S-CO-R +H2O}}}
Через малу активність радикала {\displaystyle {\ce {R-S{.}}}} тіоли можуть алкілюватися під дією вільних радикалів:
{\displaystyle {\ce {R-S{:}H +{.}R ->R-S{.}+H{:}R}}}
Можуть окиснюватися до дисульфідів. Під дією сильніших окисників (KMnO4, HNO3) можуть окиснюватися до сульфокислот:
{\displaystyle {\ce {2R-SH +O ->R-S-S-R +H2O}}}
{\displaystyle {\ce {R-S-H +3O ->R-SO2-OH}}}

## Знаходження в природі
Метил- і етилмеркаптани містяться в природних газах, високомолекулярні меркаптани – в бензиновій і гасовій фракціях нафт і конденсатів.

## Застосування
Застосовують меркаптани та їхні похідні як прискорювачі вулканізації і пластифікації каучуків, у синтезі лікарських речовин. 